# 리얼비디오
리얼비디오(RealVideo)는 리얼네트웍스사가 개발한 사유 비디오 파일 포맷이다. 1997년에 처음 공개하였으며, 2006년 기준으로 버전 10에 올라섰다. 리얼비디오는 윈도, 맥, 리눅스 솔라리스, 몇 가지 종류의 휴대 전화 등 수많은 플랫폼을 지원하고 있다.
리얼비디오는 리얼오디오와 결합하여 리얼미디어 (.rm) 컨테이너를 이룬다. 리얼미디어는 네트워크를 통한 전송을 위한 스트리밍 미디어 포맷으로 사용하기에 적합하다. 스트리밍 비디오는 영상을 미리 내려받는 것을 요구하는 게 아니므로 생방송 감상으로 이용할 수 있다.

## 기술
최초의 리얼비디오 버전은 1997년에 공개되었으며, H.263 코덱을 기반으로 하고 있었다.

## 코덱
- rv10, rv13
- rv20
- rv30
- rv40

## 같이 보기
- 리얼오디오
- 리얼네트웍스